# Wu Shaobin
Wu Shaobin, chiń. 吴少斌 (ur. 4 lutego 1969) – chiński szachista i trener szachowy, reprezentant Singapuru od 1999, arcymistrz od 1998 roku.

## Kariera szachowa
W 1991 zdobył w Penangu złoty medal drużynowych mistrzostw Azji, natomiast w 1994 wystąpił w reprezentacji Chin na rozegranej w Moskwie olimpiadzie szachowej. W turniejach olimpijskich startował jeszcze w latach 2000, 2002 i 2004 (za każdym razem na I szachownicy Singapuru), był również jeszcze dwukrotnym uczestnikiem drużynowych mistrzostw Azji (1999, 2009 – również na I szachownicy Singapuru).
Odniósł kilka sukcesów w turniejach międzynarodowych, m.in. I m. w Singapurze (1997), dwukrotnie I m. w Hongkongu (1999, 2002), III m. w Pekinie (2001, za Zhangiem Pengxiangiem i Li Shilongiem), dz. IV m. w Ho Chi Minh (2003, turniej strefowy, za Ronaldem Dableo, Markiem Paragua i Rogelio Antonio, wspólnie z Eugenio Torre i Buenaventurą Villamayorem), III m. w Bangkoku (2005, za Eugenio Torre i Ianem Rogersem), dz. IV m. w Kuala Lumpur (2005, turniej strefowy, za Markiem Paragua, Ututem Adianto i Eugenio Torre, wspólnie z m.in. Wongiem Mengiem Kongiem) oraz dz. IV m. w turnieju Singapore Masters (2007, za Zurabem Azmaiparaszwilim, Zhangiem Zhongiem i Sandipanem Chandą, wspólnie z m.in. Susanto Megaranto i Đào Thiên Hảiem). Oprócz tego, w latach 2003 i 2005 dwukrotnie zdobył tytuły indywidualnego mistrza Singapuru.
Znaczne osiągnięcia odnotował również jako szkoleniowiec. Był m.in. trenerem swojej żony, mistrzyni świata Xie Jun, jak również narodowych drużyn juniorów Chin i Singapuru.
Najwyższy ranking w karierze osiągnął 1 stycznia 2003, z wynikiem 2545 punktów zajmował wówczas 1. miejsce wśród singapurskich szachistów.